# Caprodon

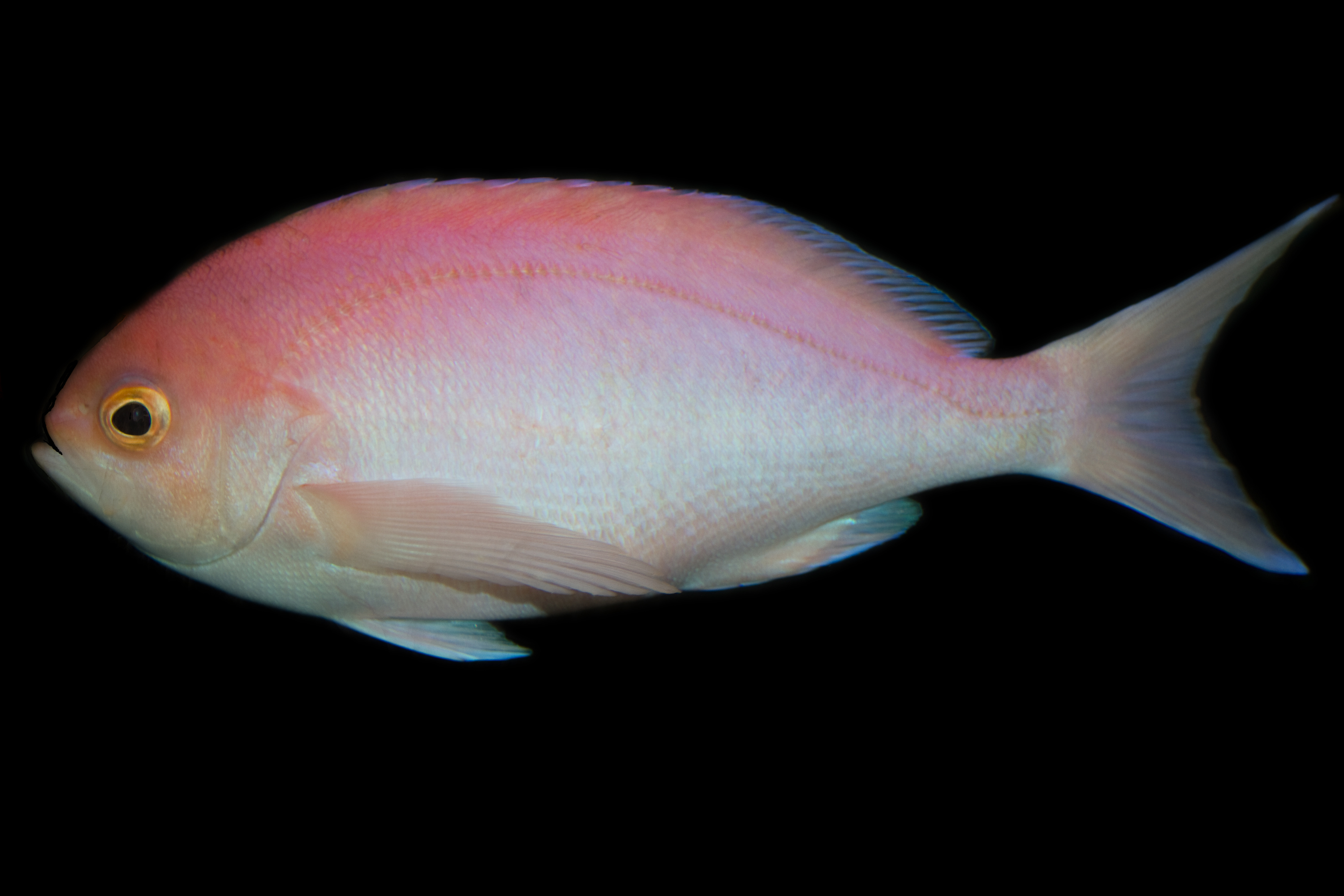
Caprodon longimanus

Caprodon  (Synonym: Neoanthias) ist eine Fischgattung aus der Gruppe der Fahnenbarsche (Anthiadidae), die im tropischen und subtropischen Pazifik und im südöstlichen Indischen Ozean an der Küste Westaustraliens vorkommt.

## Merkmale
Caprodon-Arten sind sehr große Fahnenbarsche und erreichen Körperlängen von 23 bis 55 cm. Die Fische haben einen länglich ovalen Körper von rötlicher oder rosa Farbe. Kopf und Flossenbasen sind beschuppt. Sowohl die Basis als auch der äußere Rand der Schuppen sind ctenoid ausgebildet. Supramaxillaria (ein Kieferknochen) fehlen. Die zwei Äste des Präoperculums sind mit kleinen Zähnchen versehen, der untere Rand ist stachellos. Bei geschlossenem Maul überragt der Unterkiefer leicht den Oberkiefer. Beide Kiefer sind mit kleinen, bürstenartigen Zähnen besetzt. Zu beiden Seiten der Symphyse befinden sich in Ober- und Unterkiefer einige konische Fangzähne. Die jeweils zwei Nasenöffnungen pro Kopfseite sitzen nah beieinander und nah bei den Augen. Zwischen hart- und weichstrahligem Abschnitt ist die Rückenflosse nicht eingebuchtet. Ihre Flossenstrahlen im weichstrahligen Abschnitt sind nicht verlängert. Die Afterflosse ist hinten abgerundet. Die Seitenlinie ist vollständig und verläuft auf dem Rumpf unterhalb des Rückenprofils und auf dem Schwanzstiel mittig.
- Flossenformel: Dorsale X(XI)/19–21; Anale III/7–9, Pectorale 16–19.
- Schuppenformel: SL 55–71.
- Wirbel: 26 (10+16).
- Kiemenreusendornen: 29–41.

## Arten
Zur Gattung Caprodon gehören vier Arten:
- Caprodon krasyukovae Kharin, 1983
- Caprodon longimanus (Günther, 1859)
- Caprodon schlegelii (Günther, 1859)
- Caprodon unicolor Katayama, 1975

## Belege
1. ↑  Caprodon unicolor auf Fishbase.org (englisch)
2. ↑  Caprodon longimanus auf Fishbase.org (englisch)
3. ↑  
W. D. Anderson, P. C. Heemstra: Review of Atlantic and eastern Pacific Anthiine fishes (Teleostei: Perciformes: Serranidae), with descriptions of two new genera. In: Transactions of the American Philosophical Society. New Series, Band 102, Nr. 2, 2012, S. 23.
4. ↑  Caprodon auf Fishbase.org (englisch)